# Pyrofomes demidoffii
Pyrofomes demidoffii är en svampart som först beskrevs av Joseph-Henri Léveillé, och fick sitt nu gällande namn av Kotl. & Pouzar 1964. Pyrofomes demidoffii ingår i släktet Pyrofomes och familjen Polyporaceae.   Inga underarter finns listade i Catalogue of Life.